# Medový Újezd
Medový Újezd (en allemand : Med-Aujest, précédemment : Medo Aujezd) est une commune du district de Rokycany, dans la région de Plzeň, en République tchèque. Sa population s'élevait à 256 habitants en 2021.

## Géographie
Medový Újezd se trouve à 10 km au nord-est de Rokycany, à 26 km à l'est-nord-est de Plzeň et à 62 km au sud-ouest de Prague.
La commune est limitée par Holoubkov au nord, par Mýto à l'est, par Strašice et Dobřív au sud et par Hůrky à l'ouest.

## Histoire
La première mention écrite du village date de 1336.

## Galerie

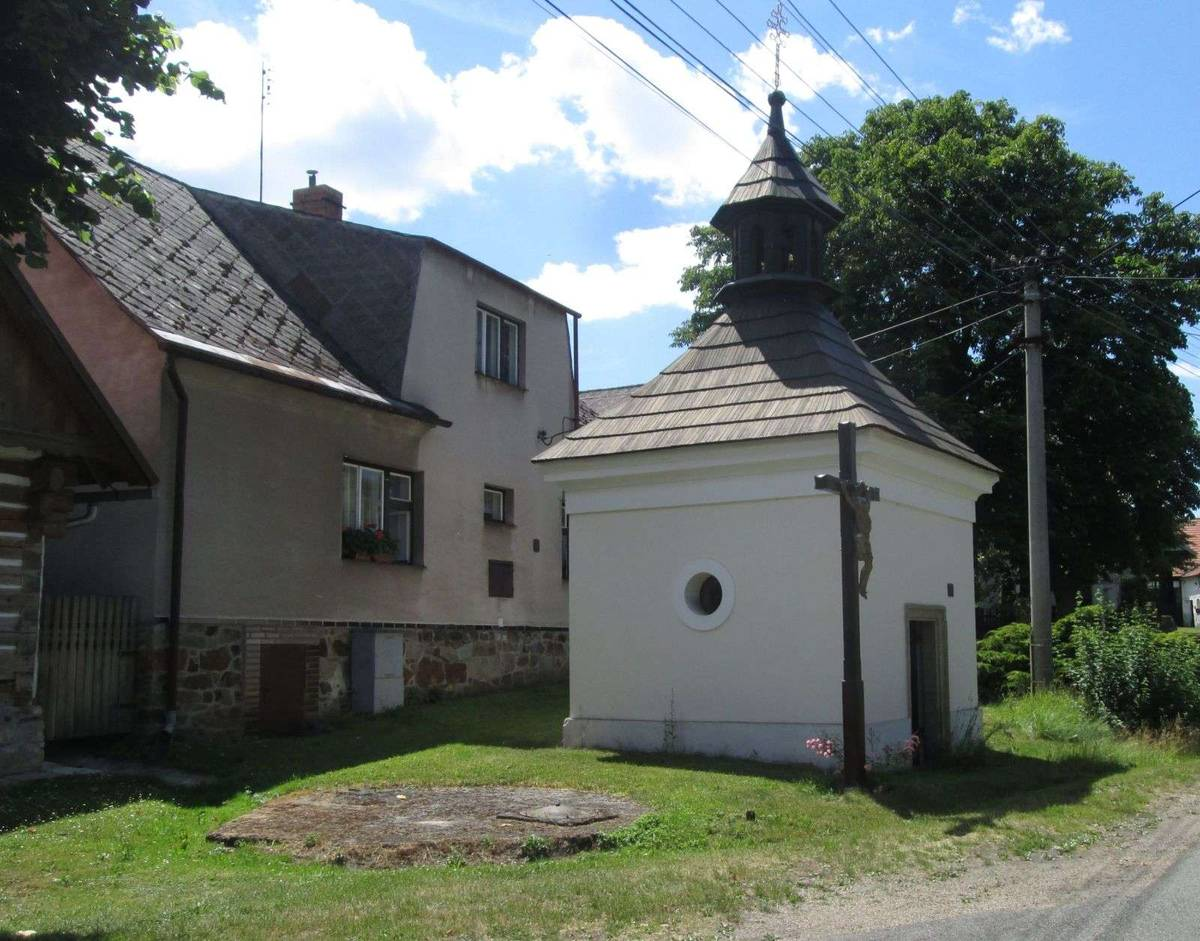
Chapelle à Medový Újezd.
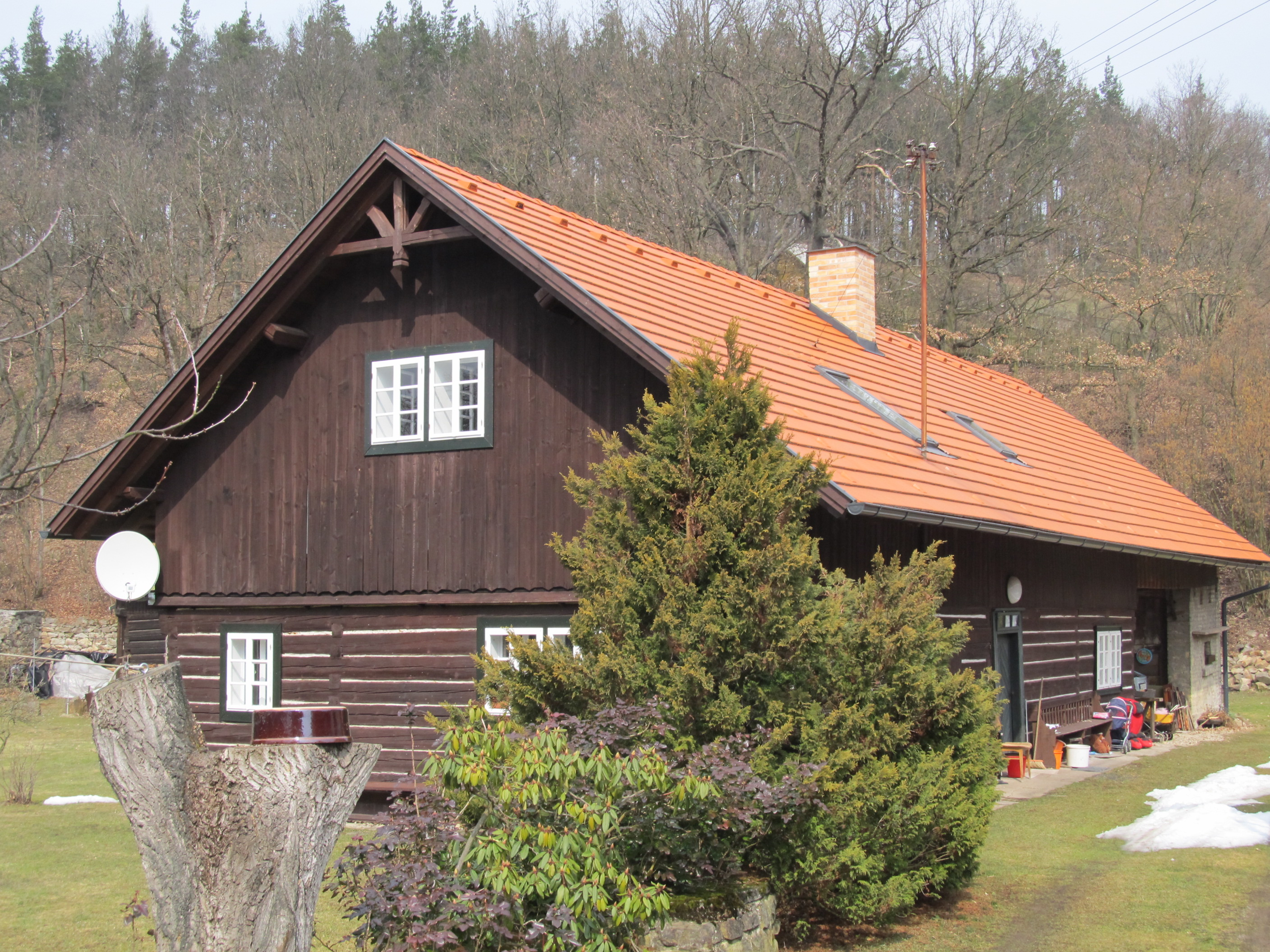
Maison traditionnelle.

## Transports
Par la route, Medový Újezd se trouve à 13 km de Zbiroh, à 17 km de Rokycany, à 29 km de Plzeň et à 69 km de Prague. 